# Saint-Sylvain (Seine-Maritime)
Saint-Sylvain is een gemeente in het Franse departement Seine-Maritime (regio Normandië) en telt 187 inwoners (2005). De plaats maakt deel uit van het arrondissement Dieppe.

## Geografie
De oppervlakte van Saint-Sylvain bedraagt 3,2 km², de bevolkingsdichtheid is 58,4 inwoners per km².
De onderstaande kaart toont de ligging van Saint-Sylvain (Seine-Maritime) met de belangrijkste infrastructuur en aangrenzende gemeenten.

## Demografie
Onderstaande figuur toont het verloop van het inwonertal (bron: INSEE-tellingen).